# Alloriïta
L'alloriïta és un mineral de la classe dels silicats, que pertany al grup de la cancrinita. Rep el seu nom de Roberto Allori (1933), mineralogista aficionat i col·leccionista italià, qui va descobrir el mineral.

## Característiques
L'alloriïta és un silicat de fórmula química (Na,Ca,K)₂₆Ca₄(Al₆Si₆O₂₄)₄(SO₄)₆Cl₆. Va ser aprovada com a espècie vàlida per l'Associació Mineralògica Internacional l'any 2006. Cristal·litza en el sistema trigonal. Es troba en forma de cristalls prismàtics tabulars de sis cares.
Segons la classificació de Nickel-Strunz, l'alloriïta pertany a «09.FB - Tectosilicats sense H₂O zeolítica amb anions addicionals» juntament amb els següents minerals: afghanita, bystrita, cancrinita, cancrisilita, davyna, franzinita, giuseppettita, hidroxicancrinita, liottita, microsommita, pitiglianoïta, quadridavyna, sacrofanita, tounkita, vishnevita, marinellita, farneseïta, fantappieïta, cianoxalita, balliranoïta, carbobystrita, depmeierita, kircherita, bicchulita, danalita, genthelvita, haüyna, helvina, kamaishilita, lazurita, noseana, sodalita, tsaregorodtsevita, tugtupita, marialita, meionita i silvialita.

## Formació i jaciments
Va ser descoberta al mont Cavalluccio, a Campagnano di Roma, a la província de Roma (Latium, Itàlia), l'únic indret on ha estat trobada. Sol trobar-se associada a altres minerals com la sanidina, la biotita i l'andradita.